# Oliver J. Bell Unit
Oliver J. Bell Unit, tidigare Cleveland Unit (officiellt) och Cleveland Correctional Center (inofficiellt), är ett delstatligt fängelse för manliga intagna och är belägen i Cleveland, Texas i USA, del av storstadsområdet Greater Houston. Den ligger nästan utmed motorvägen Interstate 69/landsvägen U.S. Route 59. Fängelset förvarar intagna som är klassificerade för säkerhetsnivåerna öppen anstalt (G1) och låg (G2). Bell Unit har en kapacitet på att förvara 520 intagna. Fängelset ägs av den delstatliga kriminalvårdsmyndigheten Texas Department of Criminal Justice (TDCJ) medan den privata aktören Management and Training Corporation (MTC) driver den.

## Historik
På 1980-talet föreslog fängelseföretaget Corrections Corporation of America (CCA) att en utslussningsanläggning skulle uppföras i staden Humble men lokalbefolkningen satte sig dock emot detta. CCA valde då att uppföra den i Cleveland. Anläggningen invigdes den 28 september 1989 som Cleveland Unit. Den 1 januari 1999 övertog Geo Group driftansvaret medan MTC gjorde detsamma den 1 september 2015. I mars 2020 fick fängelset sitt nuvarande namn som en hyllning för Oliver J. Bell, som var TDCJ:s ordförande 2008–2014.